# Triathlon
Il triathlon è uno sport multidisciplinare individuale, che prevede anche competizioni a squadre (staffetta).
Il triathlon si articola su tre discipline che si svolgono in successione e senza soluzione di continuità; esse sono comuni a tutti gli atleti ed hanno un ordine fisso: nuoto, ciclismo e corsa. Il tempo totale di gara viene computato comprendendo le transizioni tra una frazione e la successiva, denominate transizione 1 - T1 (nuoto/bici) e transizione 2 - T2 (bici/corsa). Dal 2000 è specialità olimpica, sia maschile che femminile, e dal 2021 è stata introdotta anche la gara a squadre con la formula a staffetta mista (2 uomini e 2 donne).

## Regole

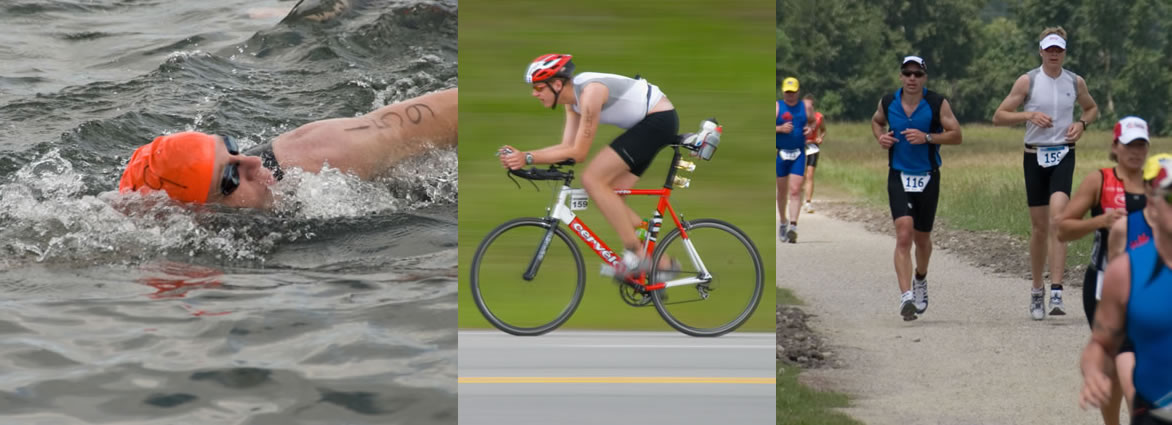
Le tre frazioni del triathlon: nuoto, ciclismo e corsa

Il triathlon è regolamentato a livello mondiale dalla World Triathlon, in precedenza denominata International Triathlon Union.
Lo sport nasce come individuale: sono state quindi dapprima vietate forme di collaborazione tra atleti, come ad esempio il tenere la scia (draft) di altri triatleti nella frazione ciclistica. Con l'introduzione della disciplina ai Giochi olimpici questo divieto è stato fatto decadere, nelle gare organizzate dalla World Triathlon, sulle distanze olimpiche e inferiori. In molte delle gare amatoriali il divieto invece permane. Pertanto le distanze uguali o al di sotto dell'olimpico rimangono "draft" (con scia ammessa) a meno che non sia espressamente specificato nel regolamento di gara, e questo premia la collaborazione tra gruppi permettendo di risparmiare energie per la frazione corsa.
Nelle gare "no draft" invece va mantenuta una distanza minima di 12 metri, ed anche il sorpasso va effettuato in non più di 25 secondi, pena un'ammonizione che consiste in una sosta al penalty box per un tempo prefissato; quindi in queste gare l'atleta può contare solo sulle sue forze e questo rende importanti le tattiche di gara nell'economia generale della competizione per l'atleta. Nella frazione nuoto non esiste un vincolo specifico sullo stile di nuotata ma, poiché le gare si svolgono in acque libere, lo stile crawl permette la navigazione più efficace rispetto alle boe di virata che contrassegnano il percorso.

### Distanze

Pittogramma del triathlon ai Giochi olimpici

Le distanze standard nel triathlon sono:
| Distanza                                  | Nuoto  | Ciclismo | Corsa     |
| ----------------------------------------- | ------ | -------- | --------- |
| "Supersprint"                             | 400 m  | 10 km    | 2,5 km    |
| "Sprint MTB"                              | 750 m  | 15 km    | 5 km      |
| "Sprint"                                  | 750 m  | 20 km    | 5 km      |
| "Olimpico MTB"                            | 1500 m | 30 km    | 10 km     |
| "Olimpico"                                | 1500 m | 40 km    | 10 km     |
| "Doppio olimpico"                         | 3000 m | 80 km    | 20 km     |
| "Ironman 70.3" o "Half Ironman" o "Medio" | 1900 m | 90 km    | 21,097 km |
| "Lungo"                                   | 3000 m | 120 km   | 30 km     |
| "Ironman" o "super lungo"                 | 3800 m | 180 km   | 42,195 km |

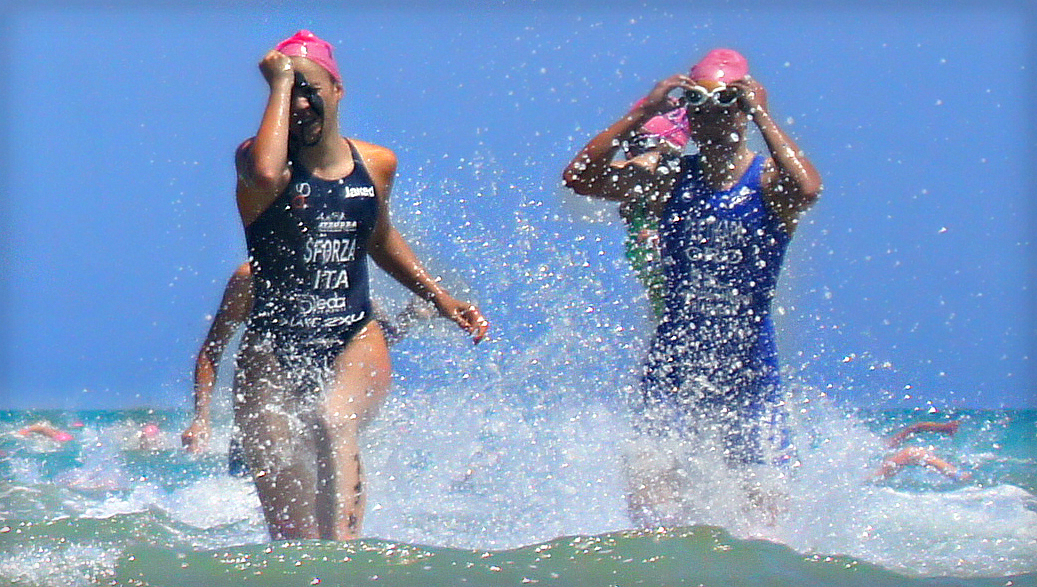
Frazione di nuoto

La denominazione "Ironman", che designa la più lunga distanza del triathlon, è un marchio registrato di proprietà di una federazione, la World Triathlon Corporation (WTC), che organizza gare periodiche in varie parti del mondo. Le gare non organizzate dalla WTC su tale distanza sono dette più correttamente full distance triathlon.
Altre distanze non ufficiali sono:
- Doppio e triplo Ironman: 2 o 3 volte la distanza superlunga
- Decatriathlon o Decaironman: 10 volte la distanza superlunga (in 9 giorni)
- Doppio Decatriathlon: 20 volte la distanza superlunga (in 18 giorni)

## Competizioni

### Mondiali

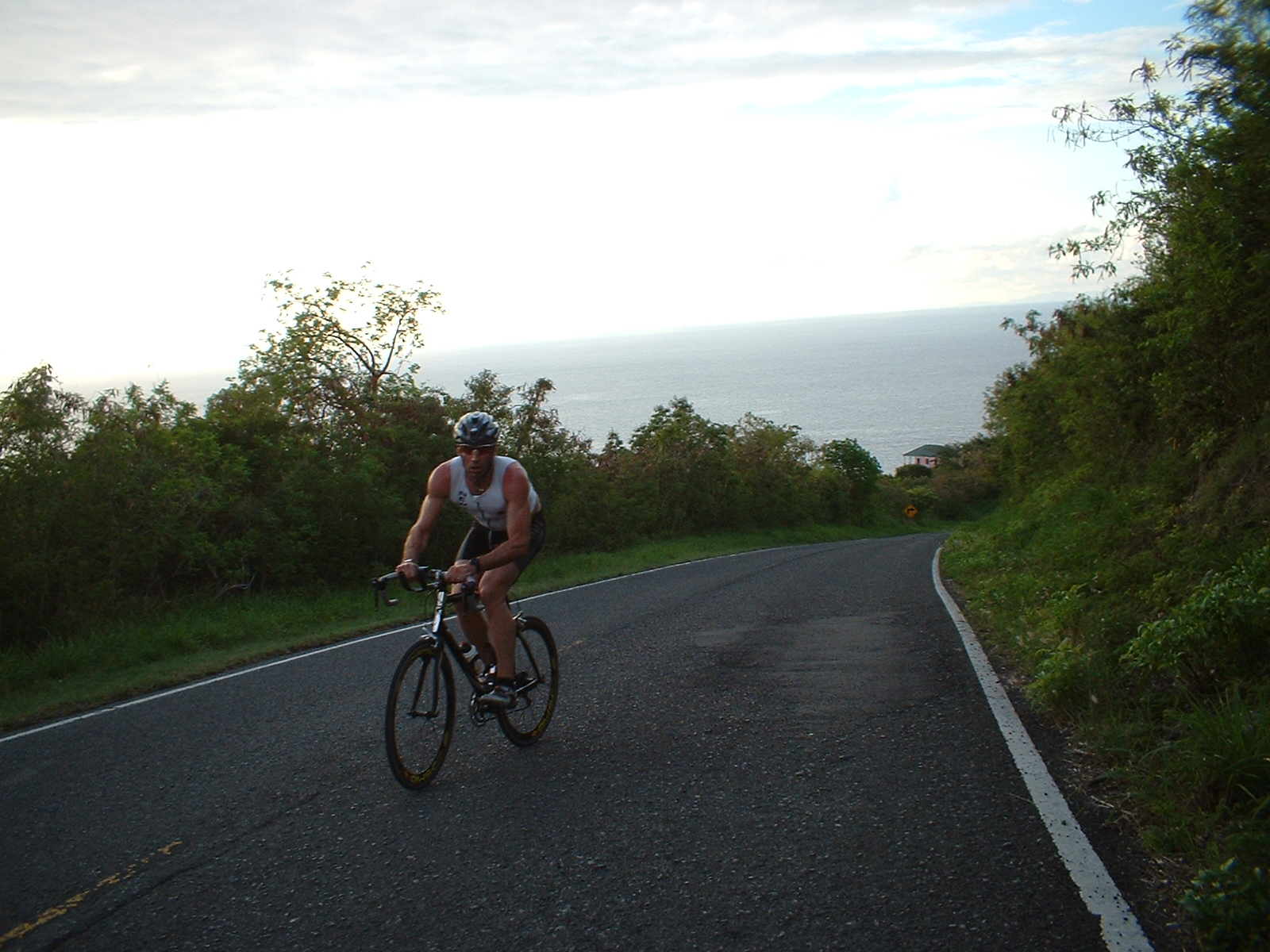
La famosa salita "The beast" dell'Ironman 70.3 Saint Croix

- Triathlon olimpico: dal 1989 si svolgono con frequenza annua i Campionati mondiali di triathlon. Il titolo di Campione del mondo è stato assegnato con la soluzione di una gara unica dal 1985 al 2008. Dal 2009 lo stesso titolo viene assegnato su un campionato di più gare, su distanza sprint e olimpico, chiamato World Triathlon Series (WTS) e gestito dalla federazione internazionale World Triathlon.
- Triathlon sprint: dal 2010 si svolge con cadenza annuale la gara valida per i Campionati mondiali di triathlon sprint.
- Ironman: dal 1978 si svolgono annualmente alle Hawaii i Campionati del mondo Ironman, gara nota con il nome di Ironman Hawaii. Nel 1982 si sono disputate due diverse competizioni, una a febbraio e una a ottobre. I Campionati sono di proprietà della World Triathlon Corporation, che li gestisce annualmente, e vi si può accedere partecipando ad una delle competizioni della serie previste nel mondo ed ottenendo una delle qualifiche messe in palio.
- Triathlon long distance: una gara non ufficiale di Campionati mondiali di triathlon long distance (4 km di nuoto, 120 km bici e 32 km corsa) si è svolta con cadenza annuale a Nizza, dal 1982 al 1993. Nel 1994 la competizione è diventata ufficiale, sotto il patrocinio della World Triathlon e dal 1996 si svolge in località situate in tutto il mondo.
- Ironman 70.3: dal 2006 una gara annuale dei Campionati del mondo Ironman 70.3 si tiene in località situate in tutto il mondo durante il mese di novembre.

### Giochi
- Olimpici: dal 2000 si svolgono le gare di triathlon ai Giochi olimpici. Le edizioni sinora disputate sono state quella di Sydney 2000, Atene 2004, Pechino 2008, Londra 2012, Rio 2016, Tokyo 2020
- Commonwealth: dal 2002 si svolgono le gare di triathlon ai Giochi del Commonwealth. Le edizioni sinora disputate sono state quella di Manchester 2002, di Melbourne 2006, di Glasgow 2014 e di Gold Coast 2018.
- Panamericani: dal 1995 si svolgono le gare di triathlon ai Giochi panamericani. Le edizioni sinora disputate sono state quella di Mar del Plata 1995, Winnipeg 1999, Santo Domingo 2003, Rio de Janeiro 2007, Puerto Vallarta 2011 e Toronto 2015
- Goodwill Games: dal 1994 al 2001 si sono svolte le gare di triathlon ai Goodwill Games. Le edizioni disputate sono state quella di San Pietroburgo 1994, New York 1998 e Brisbane 2001.

### Continentali
- Europei: dal 1985 si svolgono con frequenza annua i Campionati europei di triathlon. Il titolo di campione europeo di triathlon viene assegnato in una gara la cui sede viene stabilita di anno in anno dalla European Triathlon Union.
- Europei long distance: dal 1985 si svolgono i Campionati europei di triathlon long distance. Il titolo di campione europeo di triathlon long distance viene assegnato in una gara la cui sede viene stabilita dalla European Triathlon Union.
- Europei middle distance: dal 1985 al 1994 si sono svolti i Campionati europei di triathlon middle distance. Il titolo di campione europeo di triathlon middle distance è stato assegnato in una gara. La sede della gara annuale veniva stabilita dalla European Triathlon Union.
- Oceaniani: dal 1999 si svolgono con frequenza annua i Campionati oceaniani di triathlon. Il titolo di campione oceaniano di triathlon viene assegnato in una gara la cui sede viene stabilita di anno in anno dalla Oceanian Triathlon Union.
- Campionati oceaniani di triathlon long distance: due edizioni dei Campionati oceaniani di triathlon long distance si sono svolte nel 2007 e nel 2009. Il titolo di campione oceaniano di triathlon long distance è stato assegnato dalla Oceanian Triathlon Union.
- Campionati oceaniani di triathlon sprint: dal 2013 si svolgono con frequenza annua i Campionati oceaniani di triathlon sprint. Il titolo di campione oceaniano di triathlon sprint viene assegnato in una gara la cui sede viene stabilita di anno in anno dalla Oceanian Triathlon Union.

### Italiani
- Italiani: dal 1989 si svolgono con frequenza annua i Campionati italiani di triathlon. Il titolo di campione italiano di triathlon viene assegnato in una gara la cui sede viene stabilita di anno in anno dalla Federazione Italiana Triathlon.
- Italiani sprint: si svolgono con frequenza annua i Campionati italiani di triathlon sprint. Il titolo di campione italiano di triathlon sprint viene assegnato in una gara la cui sede viene stabilita di anno in anno dalla Federazione Italiana Triathlon.
- Italiani medio: dal 2012 si svolgono con frequenza annua i Campionati italiani di triathlon medio. Il titolo di campione italiano di triathlon medio viene assegnato in una gara la cui sede viene stabilita di anno in anno dalla Federazione Italiana Triathlon.
- Italiani lungo: si sono svolti con frequenza annua fino al 2011 i Campionati italiani di triathlon lungo. Il titolo di campione italiano di triathlon lungo è stato assegnato in una gara la cui sede era stabilita di anno in anno dalla Federazione Italiana Triathlon.
- Italiani cross country: dal 2005 si svolgono con frequenza annua i Campionati italiani di triathlon cross country. Il titolo di campione italiano di triathlon cross country viene assegnato in una gara la cui sede viene stabilita di anno in anno dalla Federazione Italiana Triathlon.
- Italiani olimpico no draft: dal 2013 si svolgono con frequenza annua i Campionati italiani di triathlon olimpico no draft. Le competizioni sono amatoriali e non sono riservate ai triatleti élite. Il titolo di campione italiano di triathlon olimpico no draft viene assegnato in una gara la cui sede viene stabilita di anno in anno dalla Federazione Italiana Triathlon.

## Organizzazioni
La World Triathlon Corporation (WTC) è proprietaria del nome Ironman e organizza i campionati del mondo Ironman a Kailua-Kona, Hawaii.
Con l'obiettivo di dare allo sport un ente organizzatore ufficiale a livello mondiale, è stato costituita la World Triathlon, in precedenza nota come International Triathlon Union, che organizza i campionati del mondo su varie distanze e la coppa del mondo.

## Varianti
Sono varianti del triathlon riconosciute dalla World Triathlon:
- il duathlon, articolato anch'esso in tre prove, ma di sole due discipline: la sequenza è infatti composta da una prima frazione di corsa, quindi una di ciclismo, per concludere con un'altra di corsa. Dal 1990 si svolgono con cadenza annuale:
  - i Campionati mondiali di duathlon;
  - i Campionati mondiali di duathlon long distance;
  - i Campionati europei di duathlon.
  - Campionati italiani di duathlon: si svolgono con frequenza annua. Il titolo di campione italiano di duathlon viene assegnato in una gara la cui sede viene stabilita di anno in anno dalla Federazione Italiana Triathlon.
  - Campionati italiani di duathlon sprint: si svolgono con frequenza annua. Il titolo di campione italiano di duathlon sprint viene assegnato in una gara la cui sede viene stabilita di anno in anno dalla Federazione Italiana Triathlon.
- Il winter triathlon dove le tre specialità sono in successione: corsa, bici (mountain bike) e sci di fondo.
  - Dal 1997 si svolgono con cadenza annuale i Campionati mondiali di winter triathlon.
  - Dal 1998 si svolgono con cadenza annuale i Campionati europei di winter triathlon.
  - Dal 1999 si svolgono con cadenza annuale i Campionati italiani di winter triathlon.
- L'aquathlon che prevede una sequenza ininterrotta di corsa, nuoto, corsa.
  - Campionati mondiali di aquathlon: si svolgono dal 1998 con cadenza annuale.
  - Campionati europei di aquathlon: si svolgono con cadenza annuale.
  - Campionati italiani di aquathlon: si svolgono con frequenza annua. Il titolo di campione italiano di aquathlon viene assegnato in una gara la cui sede viene stabilita di anno in anno dalla Federazione Italiana Triathlon.
- L'xterra, una formula particolare del triathlon, detto anche "off-road", la cui caratteristica è quella di prevedere le frazioni ciclistica e podistica su percorsi sterrati e di conseguenza l'utilizzo della mountain bike al posto della bici da strada; i percorsi sono più brevi rispetto alle analoghe formule di triathlon su strada. Dal 1996 si svolgono con cadenza annuale i Campionati mondiali di Xterra Triathlon.

## Categorie (Italia)
Le categorie del triathlon in Italia, ordinate secondo l'età, sono le seguenti:
| Categoria     | Età            |
| ------------- | -------------- |
| Minicuccioli  | 6-7 anni       |
| Cuccioli      | 8-9 anni       |
| Esordienti    | 10-11 anni     |
| Ragazzi       | 12-13 anni     |
| Youth A       | 14-15 anni     |
| Youth B       | 16-17 anni     |
| Junior        | 18-19 anni     |
| Under 23      | fino a 23 anni |
| Senior 1 – S1 | 20-24 anni     |
| Senior 2 – S2 | 25-29 anni     |
| Senior 3 – S3 | 30-34 anni     |
| Senior 4 – S4 | 35-39 anni     |
| Master 1 – M1 | 40-44 anni     |
| Master 2 – M2 | 45-49 anni     |
| Master 3 – M3 | 50-54 anni     |
| Master 4 – M4 | 55-59 anni     |
| Master 5 – M5 | 60-64 anni     |
| Master 6 – M6 | 65-69 anni     |
| Master 7 – M7 | 70-74 anni     |
| Master 8 – M8 | oltre 75 anni  |

Le categorie giovanili sono quelle fino alla categoria "Junior" compresa e si dividono in Giovanissimi (Minicuccioli, Cuccioli, Esordienti e Ragazzi) e Giovani (Youth A, Youth B e Junior).
Le categorie "Minicuccioli", "Cuccioli" e "Esordienti" sono considerate non agonistiche.